# NGC 1322
NGC 1322 (другие обозначения — MCG -1-9-37, NPM1G -03.0155, PGC 12761) — линзовидная галактика в созвездии Эридан. Открыта Джоном Гершелем в 1836 году. Описание Дрейера: «очень тусклый, очень маленький объект круглой формы, более яркий в середине». Галактика удаляется от Млечного Пути со скоростью 6075 км/с, следовательно, удалена на 280 миллионов световых лет и имеет диаметр 80 тысяч световых лет.
Галактика имеет кинематически горячий балдж.
Этот объект входит в число перечисленных в оригинальной редакции «Нового общего каталога».